# Instituto de las Hijas de Santa Ana
El Instituto de las Hijas de Santa Ana es una institución y a la vez una orden religiosa fundada en la ciudad de Piacenza el 8 de diciembre de 1866 por la beata y escritora Ana Rosa Gattorno, y la colaboración de Juan Bautista Tornatore.  Fue aprobada por el Papa Pio IX, con la misión inicial de prestar asistencia a domicilio a enfermos sin recursos y atender a jóvenes mujeres con problemas.
En 1996 el instituto contaba con 1846 miembros, distribuidos en 273 casas.
Actualmente está conformada por un grupo de misioneras religiosas y dedicadas a las labores de caridad. Esta institución cuenta en la actualidad con varios centros en otros países, destinados principalmente a tareas educativas. Su primera asociación se creó en Roma (Italia), más adelante se fundaron en Argentina, España, Filipinas, Kenia, Angola, Brasil, Perú y Bolivia. 
Desde la década de los 90, la orden ha autorizado a que los varones que quieren dedicarse a la vida religiosa, puedan formar también parte de esta asociación. Como por ejemplo, ordenarse sacerdotes dentro de la Institución, en la que ha tenido éxito como celebrar misas dentro de la iglesia católica y realizar misiones. 
En nombre de la institución, es un homenaje a santa Ana, esposa de san Joaquín y madre de la Virgen María, la madre de Jesucristo.